# Albion (strokartonfabriek)
De N.V. Strokartonfabriek Albion te Oude Pekela was een van de eerste strokartonfabrieken van Oude Pekela. De fabriek werd gesticht in 1888 en kwam op 26 maart van dat jaar in werking onder de naam "Neo Cartona", welke naam in 1928, door de dat jaar directeur-mede-eigenaar wordende, Hendrik Anthonie van Wermeskerken, werd gewijzigd in de huidige naam. De productie werd grotendeels in eigen land en Engeland afgezet.
Half november 1887 stegen er voor het eerst rookwolken op uit de schoorsteen van de nieuwe, onder leiding van Elso Free gebouwde fabriek. Dit om te testen of de daarin geplaatste stoommachine juist functioneerde.
Nog in hetzelfde jaar dat de fabriek in werking was gesteld, werd zij al vergroot.

## De beginjaren
Al binnen drie jaar na het inwerking stellen van de fabriek, moest zij worden gesloten wegens gebrek aan brandstof. Nadat zij weer in werking was gekomen, werd zij in 1889 voorzien van elektrische verlichting. Het vervoer van stro geschiedde nog steeds per schip en vrachtwagens maar zou spoedig per tram geschieden. Omstreeks 1895 werd vóór de fabriek een draaibrug over het Pekelderdiep gelegd. In 1896 brak brand uit in de strobulten achter de fabriek hetgeen ertoe leidde dat een loods en een gedeelte van de smederij afbrandden. In 1895 klaagden enige boeren over de vervuiling van de naast de fabriek gelegen Compagniesterwijk in Oude Pekela over het vuile afvalwater door de “Albion”.
Ondanks deze protesten breidde de kartonfabricage in Oude Pekela zich gestaag uit waardoor verscheidene fabrieken, waaronder de “Albion” met een papierbaan werden uitgebreid. In 1903 werd bekend dat de “Albion” op coöperatieve grondslag zou worden ingericht. Het ging de fabriek kennelijk voor de wind, want in 1908 werd zij belangrijk vergroot. Het jaar daarop werd zij opnieuw met een papierbaan uitgebreid. De fabriek had in 1914 een weekcapaciteit van 75 ton karton.

## Moeilijkheden en tegenslagen
Vanaf 1912 brak een periode van moeilijkheden en tegenslagen aan. Wegens gebrek aan stro werd de fabriek in dat jaar stopgezet. De situatie in de strokartonindustrie was van zodanige aard dat gevreesd werd dat meerdere fabrieken spoedig zouden volgen. Om dezelfde reden werd drie jaar later deze stopzetting nog eens herhaald. De meeste arbeiders kregen nu ontslag. Op 18 oktober 1915 overleed de directeur (Bernardus Godolevus Drenth) van de “Albion”. In 1916 werd zijn opvolger Johannes Bernardus (Jan) Drenth benoemd, die tot dat jaar als zodanig werkzaam aan de aardappelmeelfabriek “De Twee Provinciën” in Stadskanaal.
In 1919 werd de fabriek, die wegens buitengewone omstandigheden al geruime tijd stilstond, verkocht aan een consortium, bestaande uit de heren Robertus uit Winschoten, J.J.W. Mulder uit Amsterdam, N. Hagenus uit Oude Pekela en H. Olthof uit Winschoten. Tot directeur werd benoemd H.E. Robertus uit Winschoten. Voortvarend ging men in februari 1920 weer met plm. 30 arbeiders aan de slag met het produceren van karton, ditmaal volgens het ontinktingssysteem van wijlen de ingenieur J.J. Werst. Als commissarissen traden op de heren: J.J.W. Mulder voornoemd, J.L. Robertus, zaadhandelaar te Winschoten, M.F. ‘t Hart, fabrikant te Winschoten. P.M.H.L. Colleé, hoedenfabrikant te Rotterdam en H. Olthof voornoemd.
De fabriek werd in de komende jaren herbouwd en uiterst modern ingericht. De verbouwing van de fabriek werd in zijn geheel uitgevoerd door de firma E.J. Smit & Zoon, machinefabrikanten te Hoogezand. De fabriek werd onder meer voorzien van een nieuwe inrichting, de eerste op dit gebied in de strokartonindustrie, die het gesneden stro (haksel) direct vanaf de hakselmachine naar de strokokers bracht, waardoor de gehele fabriek stofvrij werd en het brandgevaar tot een minimum werd beperkt. In januari 1927 werd de fabriek weer in werking gesteld. Een maand later waren er weer twee papierbanen in werking en ongeveer 300 arbeiders hadden weer werk. Echter al spoedig bleek dat de verwachtingen van de nieuwe fabriek, inzake de strotoevoer door middel van elevators, onder de maat waren ten gevolge waarvan de elevators weer werden afgebroken. In de plaats daarvan werd nu een jakobsladder gebruikt. De fabriek werkte weer uitstekend.
In 1928 werd de heer Van Wermeskerken, accountant te Zeist, benoemd tot financieel directeur van de fabriek. In hetzelfde jaar ging aannemer Derk Bruintjes aan de slag met het maken van een goede losplaats van turf en stro voor de fabriek aan de Compagniesterwijk, die met zijn gronden aan deze wijk grensde. En over deze Compagniesterwijk, naast de “Albion” gelegen, werd voor rekening van de fabriek in plaats van de houten batting, een ijzeren ophaalbrug gemaakt. Deze ophaalbrug werd gemaakt door de “Noord-Nederlandse Machinefabriek” te Winschoten.
Het was inmiddels 1931 en de problemen voor de “Albion” waren nog niet voorbij. In oktober van dat jaar brandden enkele strobulten bij de fabriek op. Enige miljoenen kilogrammen stro ging verloren. In 1938 werd het gehele personeel van de “Albion” voor onbepaalde tijd ontslag aangezegd. Nu in verband met het ontbreken van orders. In 1954 ging bij een brand opnieuw ruim twee miljoen kilogram stro verloren. In 1961 volgde een korte staking op de fabriek over een geschil betreffende de arbeidsvoorwaarden. In 1965 verlamde een wilde staking opnieuw de strokartonindustrie.
Op 27 juni 1966 overleed Hendrik Anthonie van Wermeskerken, in leven directeur van de “Albion”, die 36 jaar lang onder zijn leiding had gestaan. Van Wermeskerken was in 1964 afgetreden en opgevolgd door zijn zoon Petrus Johan van Wermeskerken. De heer Van Wermeskerken senior bleef echter nog enige tijd als adviseur aan de fabriek verbonden. De fabriek werd in 1965 aangekocht door een groot aantal van in de NESO verenigde strokartonfabrieken. De directie bleef echter hetzelfde.

## Het einde van de "Albion"
De "Albion" werd op 30 april 1967 voorgoed gesloten. Twee maanden eerder dan de bedoeling. De directe aanleiding tot het besluit was gelegen in de omstandigheid dat de stroschaarste, waardoor de grondstofprijs tot een niet voorziene hoogte was opgelopen, tezamen met de, zij het geringe, teruggang in de afzet van de producten, de exploitatiekosten zodanig hadden doen toenemen, dat de exploitatie in belangrijke mate verliesgevend was geworden en de terugkeer tot een bevredigende situatie in dit bedrijf op redelijke, korte termijn niet te verwachten viel.

## Sloop van de fabriek
Kort na Pinksteren 1968 begon het slopersbedrijf Simons (Simétas) uit Hoogezand met de afbraak van de inventaris van de fabriek. Het definitieve einde van wat eens een trotse strokartonfabriek was, kwam in zicht.
In 1976 werd de brug vóór de voormalige fabriek verwijderd. Er zou geen brug meer voor in de plaats komen,
De gebouwen van de fabriek werden in mei 1981 gesloopt. De 21 meter hoge schoorsteen van de voormalige fabriek werd opgeblazen en met de grond gelijk gemaakt.

## Directeuren van de "Albion"
- 1888-1915 Bernardus Godolevus Drenth
- 1916-1919 Johannes Bernardus (Jan) Drenth
- 1919-1927 H.E. Robertus
- 1928-1964 Hendrik Anthonius van Wermeskerken
- 1964-1967 Petrus Johan van Wermeskerken

## Trivia
- Aan de H. Hindersstraat te Oude Pekela, op het terrein van de voormalige strokartonfabriek "Albion", werd in 1990 de Scholengemeenschap Pekela geopend door de oud-staatssecretaris van onderwijs, mevrouw drs. N.J. Ginjaar-Maas.